# النا ریستسکا
النا ریستسکا (به انگلیسی: Elena Risteska) (زاده ۲۷ آوریل ۱۹۸۶) خواننده اهل مقدونیه است.
او در مسابقه آواز یوروویژن ۲۰۰۶ نماینده مقدونیه بود.